# Sabine Spitz

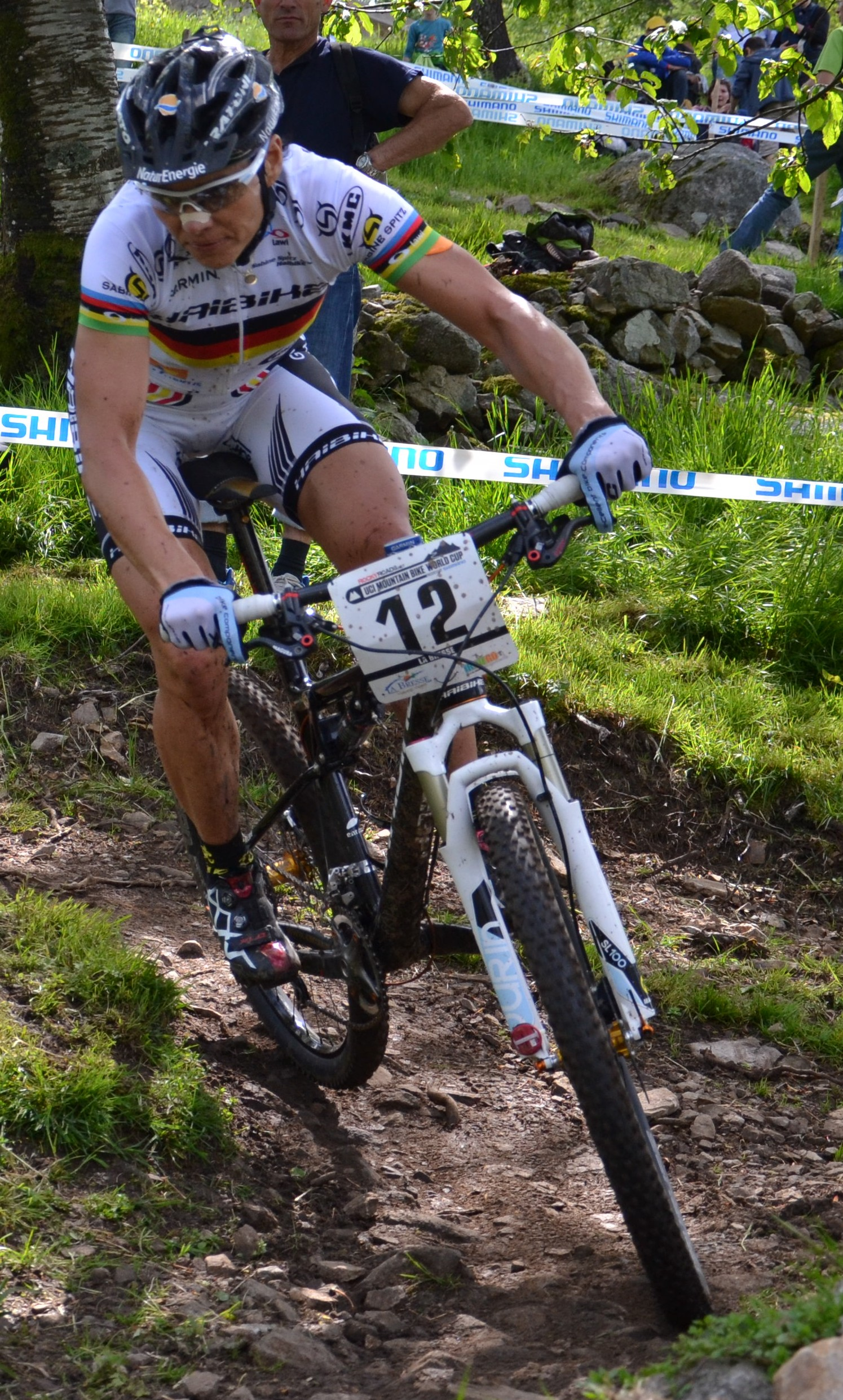
Sabine Spitz bei einem Rennen in La Bresse 2012

Sabine Spitz (* 27. Dezember 1971 in Bad Säckingen) ist eine ehemalige  deutsche Radrennfahrerin. Sie ist Olympiasiegerin, zweifache Weltmeisterin, vierfache Europameisterin und 20-fache Deutsche Meisterin im Mountainbikesport.

## Sportliche Laufbahn
Mit 22 Jahren fuhr Sabine Spitz 1994 das erste Mal ein Mountainbikerennen. Bereits ein Jahr später startete sie für Deutschland bei der Mountainbike-Weltmeisterschaft in Kirchzarten und belegte den 45. Platz im Cross Country.
Im Jahr 2001 wurde sie erstmals Deutsche Meisterin im Cross Country und konnte sich diesen Titel bis zuletzt 2017 noch weitere 13 Mal sichern. Hinzu kamen vier Titel im Mountainbike-Marathon und einer im Eliminator-Sprint.
Ihren größten Karriereerfolg feierte Spitz bei den Olympischen Spielen 2008 in Peking, wo sie Olympiasiegerin im Cross Country wurde, nachdem sie bereits 2004 in Athen die Bronzemedaille gewann. Bei ihrer dritten Teilnahme 2012 in London gewann sie Silber.
Bei Mountainbike-Welt- und Europameisterschaften gelangen Spitz zahlreiche Podiumsplatzierungen, darunter die Weltmeistertitel im Cross Country 2003 und im Marathon 2008 sowie vier Europameistertitel im Cross Country (2007, 2008) und im Marathon (2007, 2015). Außerdem gewann sie zwei Läufe im Cross-Country-Weltcup.
Spitz bestritt auch erfolgreich Cyclocrossrennen. Im Jahr 2005 gewann sie bei den Deutschen Meisterschaften und den Weltmeisterschaften jeweils die Silbermedaille.
Im August 2018 sagte Spitz nach einem Sturz beim Weltcup-Rennen in Val di Sole ihre Teilnahme an den Europameisterschaften in Glasgow und den Weltmeisterschaften in Lenzerheide ab. Kurz darauf erklärte sie ihren Rücktritt von der Disziplin Cross Country und bestritt am 26. August 2018 ihr letztes Cross-Country-Weltcuprennen. Sie erklärte, weiterhin Marathon-Wettbewerbe bestreiten zu wollen. Nach den deutschen Meisterschaften im Marathon im September 2019, bei denen Sabine Spitz nochmals Bronze errang, beendete sie ihre Radsportkarriere.

## Engagement und Ehrungen
Sabine Spitz engagiert sich für benachteiligte Jugendliche. Als Botschafterin für IN VIA Katholischer Verband für Mädchen- und Frauensozialarbeit in der Erzdiözese Freiburg e. V. stiftete sie den Stiftungsfonds Sabine Spitz – für die Zukunft junger Menschen. 2013 wurde sie UN-Dekade-Botschafterin für die Biologische Vielfalt.
Im Dezember 2009 wurde sie vom IOC für ihre konsequente Anti-Doping-Haltung mit der IOC-Trophy, die in diesem Jahr unter dem Motto “Sport and the Fight against Doping” (deutsch: „Sport und der Kampf gegen Doping“) stand, geehrt. Dabei plädierte sie auch für eine strafrechtliche Verfolgung von Doping.
Sabine Spitz wurde mit der Aufnahme in die Hall of Fame des europäischen Radsportverbandes Union Européenne de Cyclisme geehrt. In den Jahren 2003 und 2008 wurde sie zur Radsportlerin des Jahres gewählt.
Am 15. Dezember 2019 wurde Spitz in Baden-Baden, im Rahmen der ZDF-Gala Sportler des Jahres der „Sparkassenpreis für Vorbilder im Sport“ des Deutschen Sparkassen- und Giroverbandes (DSGV) überreicht.

## Erfolge (Auswahl)
Olympische Spiele
- Cross Country 2008, Peking
- Cross Country 2012, London
- Cross Country 2004, Athen

Weltmeisterschaften
- Cross Country 2003, Lugano
- Marathon 2009, Graz-Stattegg
- Cyclocross 2005, St. Wendel
- Mountainbike-Weltmeisterschaften 2007, Fort William
- Cross Country 2007, Verviers
- Cross Country 2008, Vall di Sole
- Marathon 2008, Niederdorf
- Marathon 2010, St. Wendel
- Cross-Country Team-Relay 2010, Mont Saint Anne
- Marathon 2011, Montebelluna
- Marathon 2014, Pietermaritzburg
- Marathon 2017, Singen
- Cross-Country 2001, Vail
- Cross-Country 2002, Kaprun
- Cross-Country Team-Relay 2012, Saalfelden
- Marathon 2015, Wolkenstein

Europameisterschaften
- Cross-Country 2007, Göreme
- Marathon 2007, St. Wendel
- Cross-Country 2008, St. Wendel
- Marathon 2015, Singen
- Cross-Country 2001, St. Wendel
- Cross-Country 2002, Zürich
- Cross-Country 2004, Waldenbuch
- Cross-Country 2006, Belluno
- Cross-Country 2009, Zoetermeer
- Cross-Country 2012, Moskau
- Marathon 2013, Singen
- Cross-Country 2016, Jönköping

Deutsche Meisterschaften
- Cross-Country 2001, 2002, 2003, 2004, 2005, 2006, 2008, 2009, 2010, 2011, 2012, 2013, 2016, 2017
- Marathon 2004, 2005, 2010, 2015, 2018
- Eliminator-Sprint 2014

Weltcuprennen
- Cross Country Vancouver 2002
- Cross Country Andorra 2013

Weltrangliste
- Führung UCI-Weltrangliste 04/2008–07/2008
- Führung UCI-Weltrangliste 07/2002–08/2003